# 南特有轨电车
南特有轨电车（法語：Tramway de Nantes）是法国西部城市南特的有轨电车系統，共有3条线路共83个车站，其一号线开通于1985年，是法国首条现代有轨电车线路。

## 历史

### 老式电车
老式南特有轨电车最初建成于1879年，后因设施老化和私家车的兴起而于1958年彻底废弃。

### 现代电车
随着石油危机的出现，南特市政府自20世纪70年代起重新规划有轨电车系统，1978年，南特市交委联合多个交通研究所发布了《南特有轨电车建设可行性报告》，1981年，1号线动工，并于1985年建成。
2号线和3号线则分别于1992年和2000年建成。

## 路线

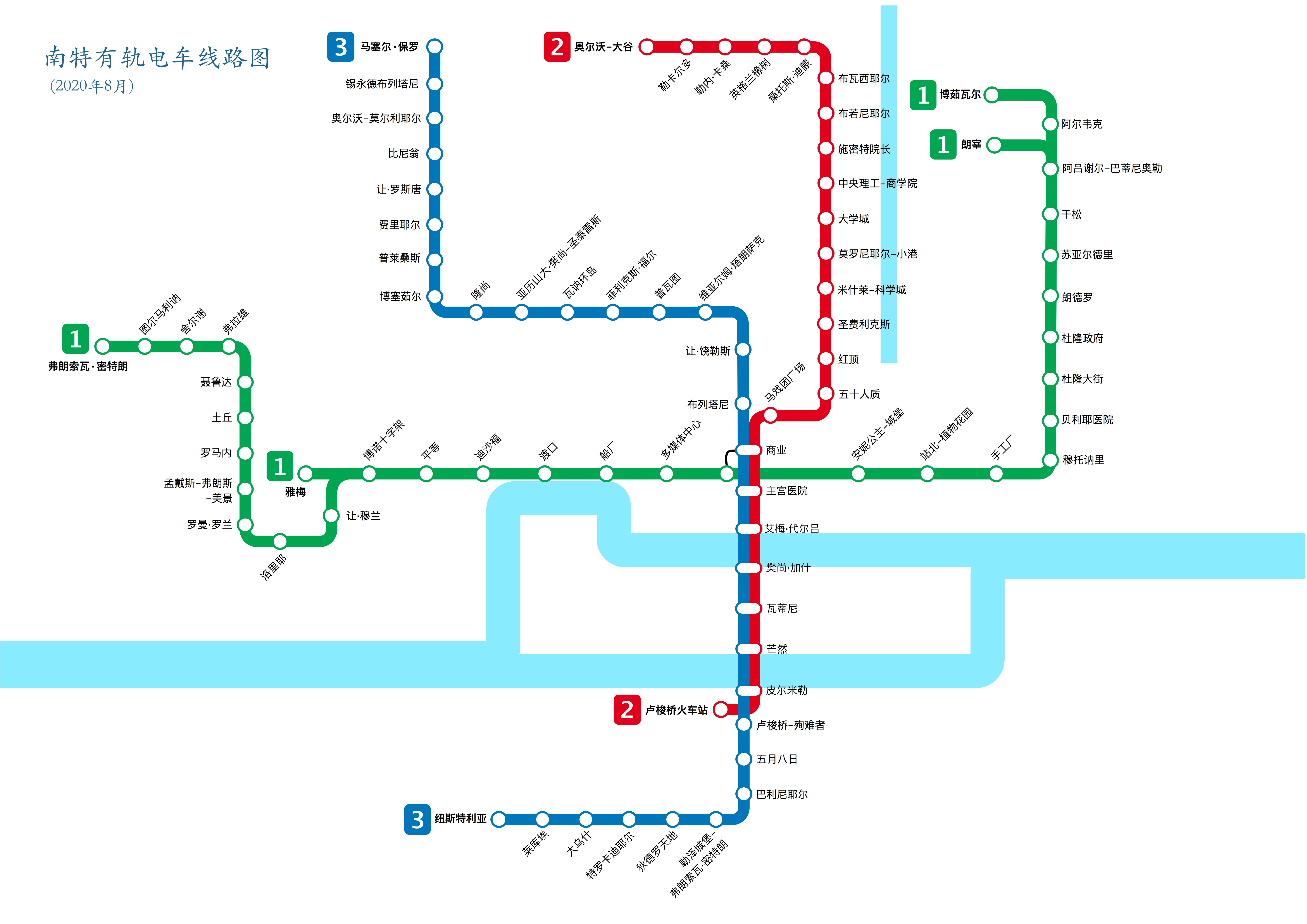
南特有轨电车线路网（2020年）